# Schmalspurbahn Mulda–Sayda
| Ausschnitt aus Streckenkarte Sachsen 1902 |                               |                                             |                                             |
| Streckennummer: | 6980, sä. MS                  |                                             |                                             |
| Kursbuchstrecke: | 139k (1934) 169k (1946, 1966) |                                             |                                             |
| Streckenlänge: | 15,486 km                     |                                             |                                             |
| Spurweite: | 750 mm (Schmalspur)           |                                             |                                             |
| Maximale Neigung: | 33 ‰                          |                                             |                                             |
| Minimaler Radius: | 100 m                         |                                             |                                             |
| Streckengeschwindigkeit: | 25 km/h                       |                                             |                                             |
| |                               |                                             |                                             |
| \| \| 0,000 \| Mulda (Sachs) \| 429 m \| \| \| \| (Anschluss von Bahnstrecke Nossen–Moldau) \| \| \| \| 0,186 \| Talbrücke Mulda (184,5 m) \| Talbrücke Mulda (184,5 m) \| \| \| 0,703 \| Brücke Chemnitzbach (16 m) \| Brücke Chemnitzbach (16 m) \| \| \| 4,890 \| Wolfsgrund \| 473 m \| \| \| 5,714 \| Brücke Chemnitzbach (12,5 m) \| Brücke Chemnitzbach (12,5 m) \| \| \| 6,156 \| Brücke Mühlgraben (12,5 m) \| Brücke Mühlgraben (12,5 m) \| \| \| 6,414 \| Brücke Chemnitzbach \| Brücke Chemnitzbach \| \| \| 6,780 \| Brücke Mühlgraben \| Brücke Mühlgraben \| \| \| 7,002 \| Dorfchemnitz (b Sayda) \| 499 m \| \| \| 7,529 \| Brücke Chemnitzbach (14,3 m) \| Brücke Chemnitzbach (14,3 m) \| \| \| 7,890 \| Brücke Chemnitzbach (14,3 m) \| Brücke Chemnitzbach (14,3 m) \| \| \| 8,191 \| Brücke Chemnitzbach (14,3 m) \| Brücke Chemnitzbach (14,3 m) \| \| \| 8,440 \| Brücke Chemnitzbach und Mühlgraben (14,3 m) \| Brücke Chemnitzbach und Mühlgraben (14,3 m) \| \| \| 8,90 \| Brücke Voigstdorfer Bach \| Brücke Voigstdorfer Bach \| \| \| 8,448 \| Brücke Chemnitzbach (21 m) \| Brücke Chemnitzbach (21 m) \| \| \| 8,971 \| Voigtsdorf (Sachs) \| 525 m \| \| \| 10,990 \| EÜ Wirtschaftsweg \| EÜ Wirtschaftsweg \| \| \| 11,530 \| Unterfriedebach \| 574 m \| \| \| 11,986 \| Brücke Friedebach \| Brücke Friedebach \| \| \| 12,476 \| Friedebach \| 594 m \| \| \| 13,392 \| EÜ Wirtschaftsweg \| EÜ Wirtschaftsweg \| \| \| 15,486 \| Sayda \| 681 m \| |                               |                                             |                                             |
| Kopfbahnhof Streckenanfang (Strecke außer Betrieb) | 0,000                         | Mulda (Sachs)                               | 429 m                                       |
| Strecke (außer Betrieb) |                               | (Anschluss von Bahnstrecke Nossen–Moldau)   | (Anschluss von Bahnstrecke Nossen–Moldau)   |
| Brücke (Strecke außer Betrieb) | 0,186                         | Talbrücke Mulda (184,5 m)                   | Talbrücke Mulda (184,5 m)                   |
| Brücke (Strecke außer Betrieb) | 0,703                         | Brücke Chemnitzbach (16 m)                  | Brücke Chemnitzbach (16 m)                  |
| Haltepunkt / Haltestelle (Strecke außer Betrieb) | 4,890                         | Wolfsgrund                                  | 473 m                                       |
| Brücke (Strecke außer Betrieb) | 5,714                         | Brücke Chemnitzbach (12,5 m)                | Brücke Chemnitzbach (12,5 m)                |
| Brücke (Strecke außer Betrieb) | 6,156                         | Brücke Mühlgraben (12,5 m)                  | Brücke Mühlgraben (12,5 m)                  |
| Brücke (Strecke außer Betrieb) | 6,414                         | Brücke Chemnitzbach                         | Brücke Chemnitzbach                         |
| Brücke (Strecke außer Betrieb) | 6,780                         | Brücke Mühlgraben                           | Brücke Mühlgraben                           |
| Bahnhof (Strecke außer Betrieb) | 7,002                         | Dorfchemnitz (b Sayda)                      | 499 m                                       |
| Brücke (Strecke außer Betrieb) | 7,529                         | Brücke Chemnitzbach (14,3 m)                | Brücke Chemnitzbach (14,3 m)                |
| Brücke (Strecke außer Betrieb) | 7,890                         | Brücke Chemnitzbach (14,3 m)                | Brücke Chemnitzbach (14,3 m)                |
| Brücke (Strecke außer Betrieb) | 8,191                         | Brücke Chemnitzbach (14,3 m)                | Brücke Chemnitzbach (14,3 m)                |
| Brücke (Strecke außer Betrieb) | 8,440                         | Brücke Chemnitzbach und Mühlgraben (14,3 m) | Brücke Chemnitzbach und Mühlgraben (14,3 m) |
| Brücke (Strecke außer Betrieb) | 8,90                          | Brücke Voigstdorfer Bach                    | Brücke Voigstdorfer Bach                    |
| Brücke (Strecke außer Betrieb) | 8,448                         | Brücke Chemnitzbach (21 m)                  | Brücke Chemnitzbach (21 m)                  |
| Bahnhof (Strecke außer Betrieb) | 8,971                         | Voigtsdorf (Sachs)                          | 525 m                                       |
| Brücke (Strecke außer Betrieb) | 10,990                        | EÜ Wirtschaftsweg                           | EÜ Wirtschaftsweg                           |
| Haltepunkt / Haltestelle (Strecke außer Betrieb) | 11,530                        | Unterfriedebach                             | 574 m                                       |
| Brücke (Strecke außer Betrieb) | 11,986                        | Brücke Friedebach                           | Brücke Friedebach                           |
| Bahnhof (Strecke außer Betrieb) | 12,476                        | Friedebach                                  | 594 m                                       |
| Brücke (Strecke außer Betrieb) | 13,392                        | EÜ Wirtschaftsweg                           | EÜ Wirtschaftsweg                           |
| Kopfbahnhof Streckenende (Strecke außer Betrieb) | 15,486                        | Sayda                                       | 681 m                                       |

Die Schmalspurbahn Mulda–Sayda war eine sächsische Schmalspurbahn mit 750 mm Spurweite im Osterzgebirge. Sie verlief von Mulda an der Bahnstrecke Nossen–Moldau durch das Chemnitzbachtal nach Sayda. Die 1897 eröffnete Strecke diente nur lokalen Verkehrsbedürfnissen, 1966 wurde der Verkehr eingestellt und die Strecke anschließend abgebaut.

## Geschichte

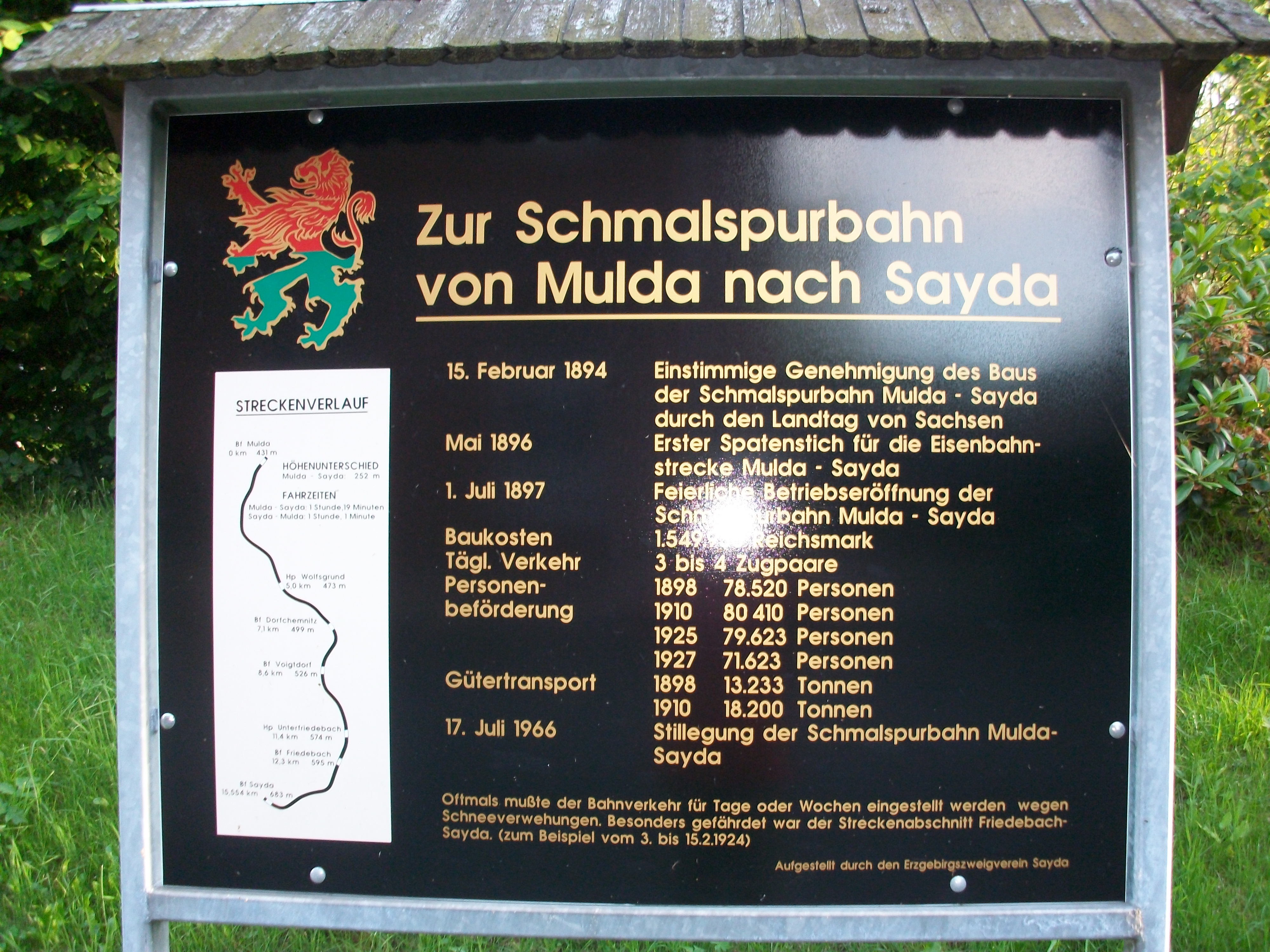
Gedenktafel am Bahnhof Sayda (2016)

### Vorgeschichte
Bereits in der zweiten Hälfte des 19. Jahrhunderts wünschte man sich in Sayda und im Chemnitzbachtal einen Eisenbahnanschluss, da man sich davon einen Fortschritt versprach. Die Leipzig-Dresdner Eisenbahn-Compagnie erhielt 1871 die Erlaubnis, Projektierungsarbeiten für eine das Erzgebirge überschreitende Bahnstrecke von Freiberg nach Brüx durchzuführen. Die Petition Saydas die Bahnstrecke über die Stadt zu führen, wurde aufgrund der daraus resultierenden ungünstigen Streckenführung abgelehnt. Trotz der Ablehnung verbesserte sich mit der Eröffnung der Bahnstrecke Nossen–Moldau die Verkehrssituation, da Sayda in nur etwa 10 km Entfernung zum Bahnhof Bienenmühle lag, ebenso erhielt das untere Chemnitzbachtal mit dem Bahnhof Mulda eine naheliegende Bahnstation. Auch die 1878 aufgestellten Pläne einer Bahnstrecke von Olbernhau über Oberneuschönberg, Niederheidersdorf, Sayda, Friedebach, Cämmerswalde und Clausnitz nach Bienenmühle scheiterten.
Als 1890 die Bahnstrecke Berthelsdorf–Großhartmannsdorf eröffnet wurde, projektierte man recht bald eine Verlängerung der Normalspurbahn bis nach Sayda. Zugleich wurde auch der Bau einer Schmalspurbahn ausgehend vom Bahnhof Mulda nach Sayda angedacht, bei der das errechnete jährliche Verkehrsaufkommen etwas geringer als bei der Normalspurbahn ausfiel. Neben der am 21. November 1891 eingereichten Petition für die Schmalspurbahn Mulda–Sayda wurde auch das Projekt Großhartmannsdorf–Sayda dem Landtag vorgelegt. Auch nach einer weiteren Petition für die Schmalspurbahn am 13. November 1893 konnte man sich noch nicht auf Variante einigen. Erst am 15. Februar 1894 wurde der Bau der Schmalspurbahnen Cranzahl–Oberwiesenthal, Kohlmühle–Hohnstein und Mulda–Sayda von der II. Kammer beschlossen.

### Streckenbau und Eröffnung
Ab Mai 1894 begannen Vermessungsarbeiten, die im Herbst desselben Jahres abgeschlossen wurden. Erst im Juni 1896 begannen die Bauarbeiten für die neue Strecke, der Spatenstich war aber schon einen Monat vorher erfolgt. Die Arbeiten schritten schnell voran, noch vor dem Winter 1896/97 wurden die Erdarbeiten größtenteils abgeschlossen und die ersten 1000 m Gleis verlegt. Im folgenden Jahr konzentrierten sich die Arbeiten vor allem auf die Gleisverlegung und den Bau von Gebäuden. Beim Bahnbau waren durchschnittlich 424 Personen pro Monat beschäftigt. Die Bauabnahme erfolgte Ende Juni 1897, dabei wurden bis auf Kleinigkeiten keine Mängel beanstandet. Die Bauzeit betrug nur 13 Monate, letzte Restarbeiten wurden aber noch bis Jahresende 1897 ausgeführt. Die Baukosten betrugen circa 1,55 Mio. Mark, damit war man sogar noch rund 80.000 Mark unter dem Kostenvoranschlag geblieben. Die feierliche Streckeneröffnung fand am 30. Juni 1897 statt.

### Bis zur Verkehrseinstellung
Bereits vor Beginn des Streckenbaus wünschte man sich eine Verlängerung der Schmalspurbahn bis nach Niederseiffenbach an der Bahnstrecke Pockau-Lengefeld–Neuhausen. Bis zum Ersten Weltkrieg wurde dieses Projekt mangels nennenswerten Verkehrsaufkommens mehrfach abgelehnt. Neben der Unwirtschaftlichkeit hätten auch die ungünstige Lage des Saydaer Bahnhofs – bei einem Weiterbau wäre ein Kopfbahnhof entstanden – und zu starke Steigungen den Bau erschwert.
Den Zweiten Weltkrieg überstand die Schmalspurbahn nahezu unbeschädigt, lediglich im Muldaer Bahnhof kam es durch Bombenangriffe zu einigen Zerstörungen.
Nach dem Zweiten Weltkrieg war bei Sayda ein Uranbergwerk der SDAG Wismut geplant. In diesem Zusammenhang war für den Erztransport die Einführung des Rollwagenverkehrs und ein Ausbau der Strecke vorgesehen, was jedoch nicht geschah.
Einen Aufschwung nahm der Verkehr in den 1950er-Jahren, als zunehmend Feriengäste nach Sayda kamen und die Züge der Schmalspurbahn benutzten. Auch im Berufsverkehr war die Bahn in jenen Jahren bedeutsam, zumal auch keine Buslinie parallel zur Bahn verkehrte.

### Stilllegung
Entsprechend den 1963 beim Ministerium für Verkehrswesen der DDR durchgeführten Wirtschaftlichkeitsuntersuchungen war ab Mitte der 1960er-Jahre für die Schmalspurbahn Mulda–Sayda der Verkehrsträgerwechsel vorgesehen. Nach Schaffung der nötigen Voraussetzungen wurde der Güterverkehr Ende des Jahres 1965 zu den Bahnhöfen Neuhausen (Erzgeb) an der Bahnstrecke Pockau-Lengefeld–Neuhausen und Großhartmannsdorf an der Bahnstrecke Berthelsdorf–Großhartmannsdorf verlagert, so dass am 1. Juli 1966 der Güterverkehr auf der Schmalspurbahn endgültig eingestellt werden konnte.
Mit einer großen Abschiedsfeier wurde der Personenverkehr offiziell am 17. Juli 1966 beendet. An den Feierlichkeiten nahmen auch hohe Verantwortliche wie der damalige Präsident der Reichsbahndirektion Dresden, Wolfgang Berkner teil. Der letzte Personenzug verkehrte in der Nacht zum 18. Juli 1966. Endgültig stillgelegt wurde die Strecke im April 1967.
Der Streckenabbau erfolgte ab dem 11. September 1967 mit einem Rückbauzug. Kurzzeitig unterbrochen durch die militärischen Vorbereitungen für den Einmarsch in die Tschechoslowakei nach dem Prager Frühling am 21. August 1968 wurde der Abbau der Gleisanlagen bis zum November 1968 größtenteils vollendet. Da noch im Herbst 1968 die Dampflokomotive 99 569, die den Abbauzug bespannt hatte, nach Eppendorf zum Abbau der Schmalspurbahn Hetzdorf–Eppendorf umstationiert wurde, wurden für die verbliebenen Gleise auf dem Muldentalviadukt für einige Tage extra nochmals eine weitere Lok eingesetzt. Die letzten Gleise im Muldaer Bahnhof wurden 1969/1970 per Hand abgebaut.

## Streckenbeschreibung

### Verlauf

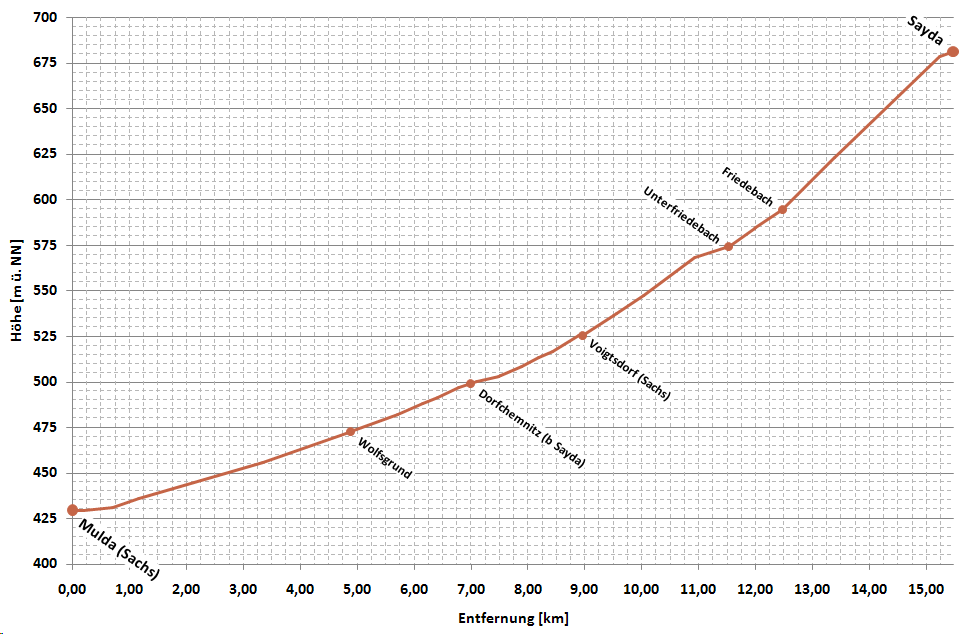
Vereinfachtes Höhenprofil der Strecke

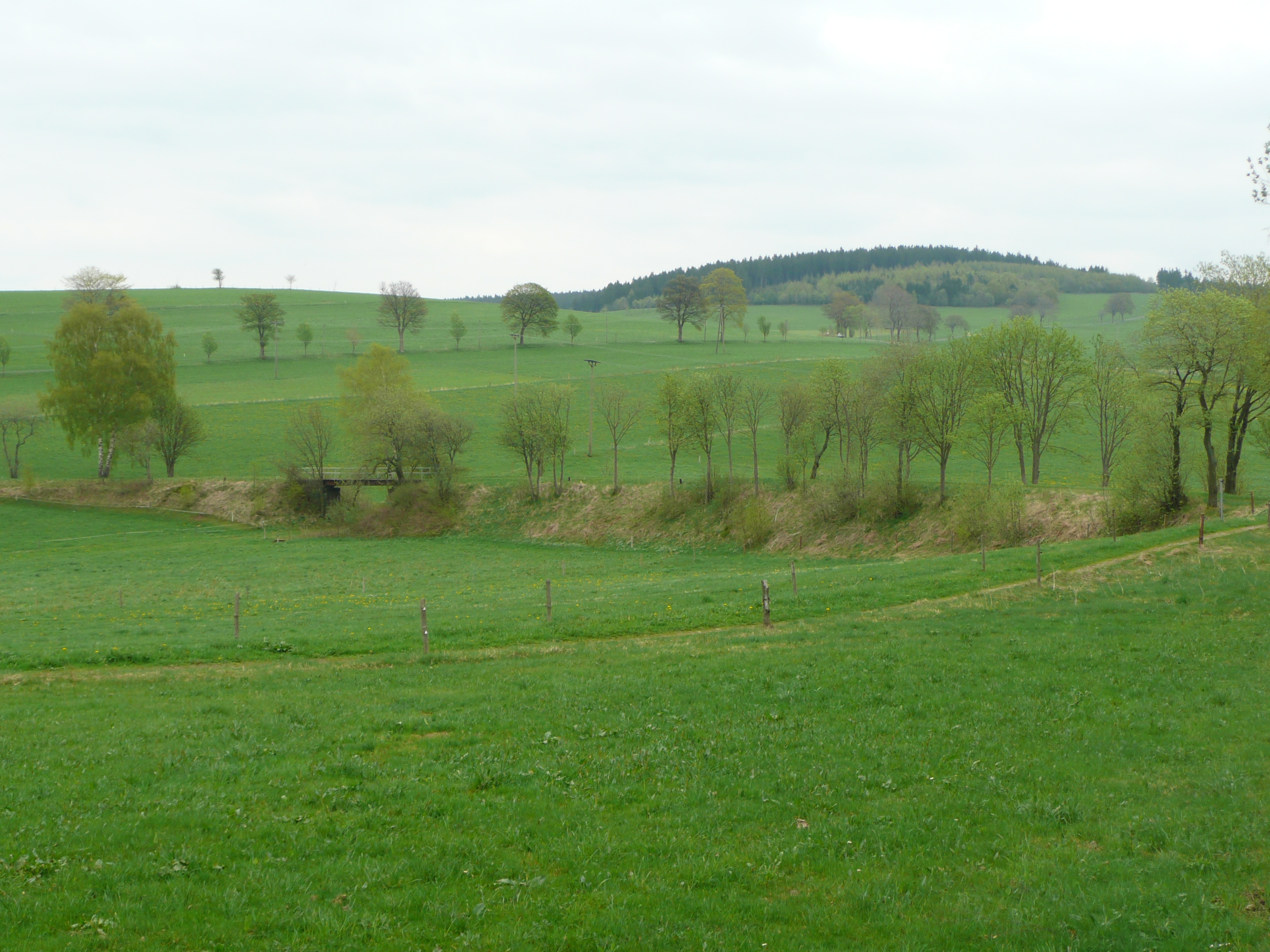
Der ehemalige Bahndamm kurz vor Sayda in der starken Steigung

Nach Verlassen des Bahnhofs Mulda querte die Schmalspurbahn das Tal der Freiberger Mulde und folgte fortan dem Chemnitzbachtal bis Sayda bergan. War anfangs die Strecke durch die Tallage recht geschützt, führte die Trasse im oberen Streckenteil über Freiflächen. Infolgedessen geschahen im Winter immer wieder Schneeverwehungen, die den Betriebsablauf erschwerten. So ruhte mindestens in den Wintern 1904/05, 1906/07, 1911/12 und 1923/24 teilweise tagelang der Zugverkehr, den Rekord bildete der Februar 1924 mit zehn Tagen Betriebsruhe.
Da die Schmalspurbahn dem Chemnitzbachtal aufwärts folgte, verliefen nur circa 2,3 km Strecke in der Waagerechten und rund 13,1 km Strecke befand sich in Steigungen. Die Maximalsteigung betrug 33 ‰ auf einem etwa 800 m langen Abschnitt zwischen Friedebach und Sayda. Der minimale Radius war 100 m, insgesamt machten Kurven einen Anteil von circa 35 % aus, eine gerade Linienführung konnte immerhin auf über 10 km Strecke erreicht werden. Dennoch war die 15,486 km Strecke rund 4,5 km länger als die Luftlinie Mulda–Sayda. Die Höchstgeschwindigkeit betrug 25 km/h.
Der Abschnitt Voigtsdorf (Sachs)–Sayda ist heute als asphaltierter Radweg ausgebaut.

### Betriebsstellen
Die Hochbauten der Betriebsstellen waren Typenbauten, wie sie zu jener Zeit auch an anderen Strecken errichtet wurden. An allen Stationen stand nur ein Bahnsteiggleis zur Verfügung. Da auf der Strecke immer nur ein Zug verkehren sollte, konnten bedarfsweise Zugkreuzungen nur über die Ladegleise durchgeführt werden.
Mulda (Sachs) ⊙
Ausgangspunkt der Schmalspurbahn war die 1875 eröffnete Bahnstation Mulda an der Bahnstrecke Nossen–Moldau. Zunächst waren die Schmalspuranlagen nördlich des Empfangsgebäudes geplant, allerdings entstanden die Anlagen schließlich östlich des Empfangsgebäudes und der dortige Güterteil wurde auf die Nordostseite verlegt. Aufgrund der gestiegenen Verkehrsbedeutung erhielt die bisherige Haltestelle 1901 den Status eines Bahnhofs. Die Station trug in ihrer Geschichte bereits drei unterschiedliche Namen, im Einzelnen waren dies:
- bis 15. Mai 1935: Mulda
- bis 4. Mai 1941: Mulda-Randeck
- ab 5. Mai 1941: Mulda (Sachs)

Nachdem 1966 auf der Schmalspurbahn der Verkehr eingestellt wurde, sank auch die Bedeutung des Bahnhofs. Die Normalspuranlagen sind heute noch im Wesentlichen erhalten.

Bahnhof Mulda (Sachs) um 1907
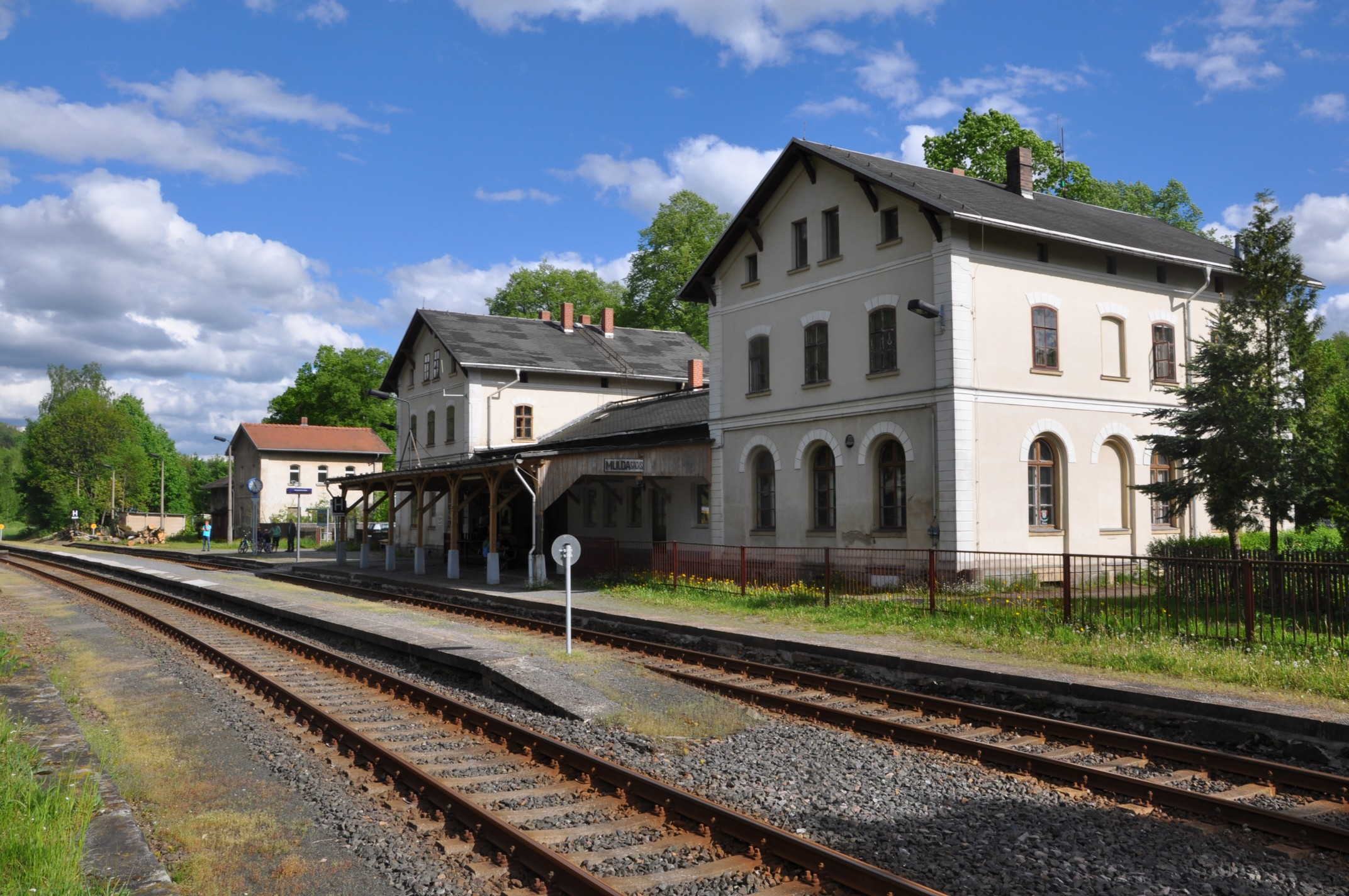
Bahnhof Mulda (Sachs)

Wolfsgrund ⊙

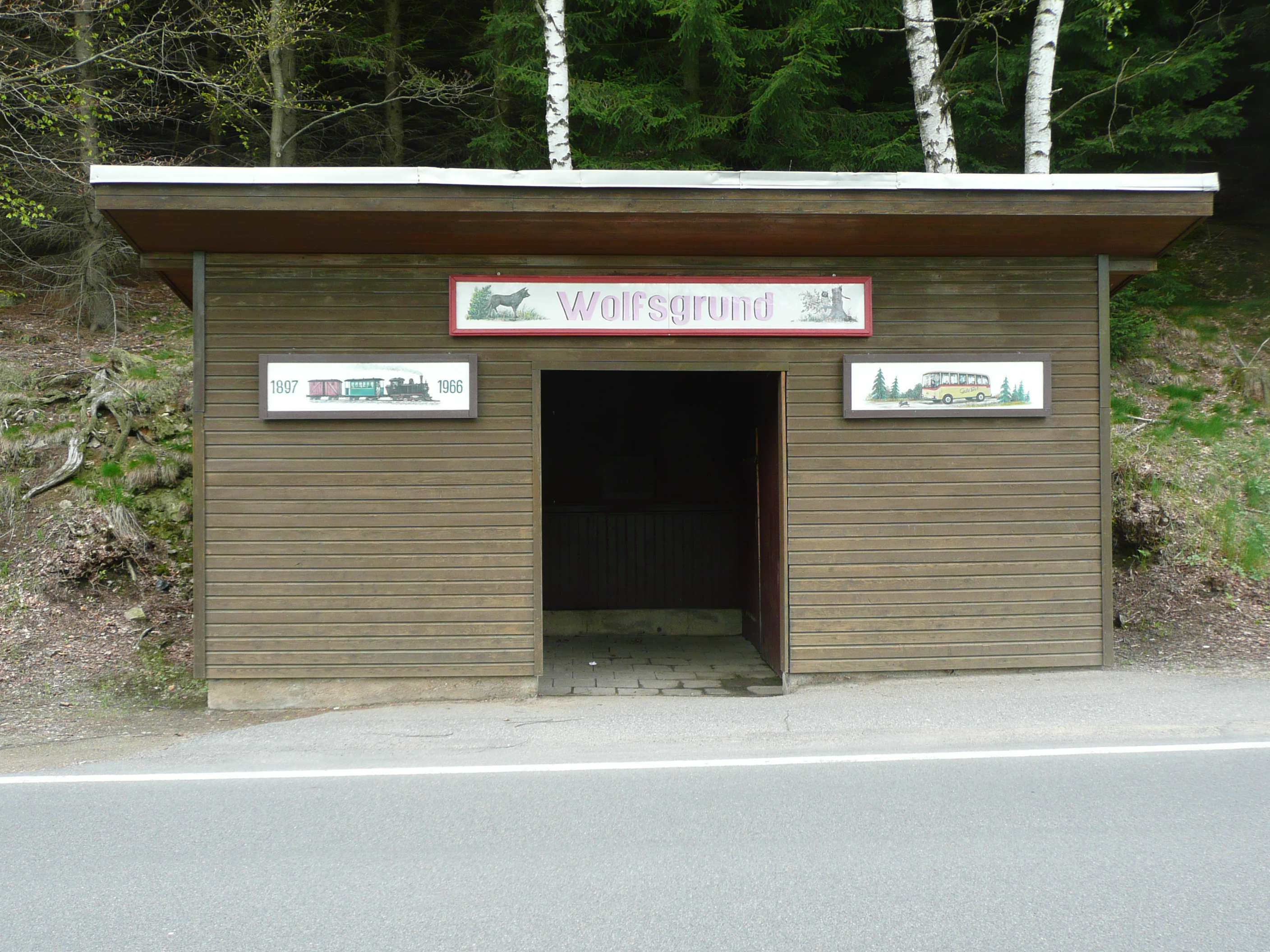
Wartehalle Wolfsgrund am neuen Standort

Der Haltepunkt Wolfsgrund bestand während der gesamten Existenz der Bahn zwischen 1897 und 1967. Er bestand nur aus einer fensterlosen Wartehalle und einem Freiabtritt. Das Stationsgebäude wurde nach Stilllegung der Strecke an die nahe Bushaltestelle versetzt und blieb als Buswartehäuschen bis heute erhalten.
Dorfchemnitz (b Sayda) ⊙
Neben dem durchgehenden Hauptgleis gehörte ein Ladegleis, von dem beidseitig ein Stumpfgleis abzweigte, zur Haltestelle Dorfchemnitz (b Sayda). Bereits beim Bahnbau war das Planum für ein drittes Gleis vorbereitet worden, diese mögliche Erweiterung wurde aber im Nachhinein nicht umgesetzt. An Hochbauten waren eine hölzerne Wartehalle, ein Abtritt und ein Wagenkasten für den Güterverkehr vorhanden. Nach der Stilllegung wurde die Wartehalle in den 1970er Jahren abgerissen. Während die Ladestraße, das BHG-Gebäude und die ehemalige Bahnhofsgaststätte noch vorhanden sind, wurde der Bereich der Gleise mit Garagen überbaut. Die Station trug zur Unterscheidung der Station Dorfchemnitz (b Zwönitz) der Bahnstrecke Chemnitz–Aue–Adorf den Zusatz b Sayda.

Bahnhof Dorfchemnitz (um 1910)
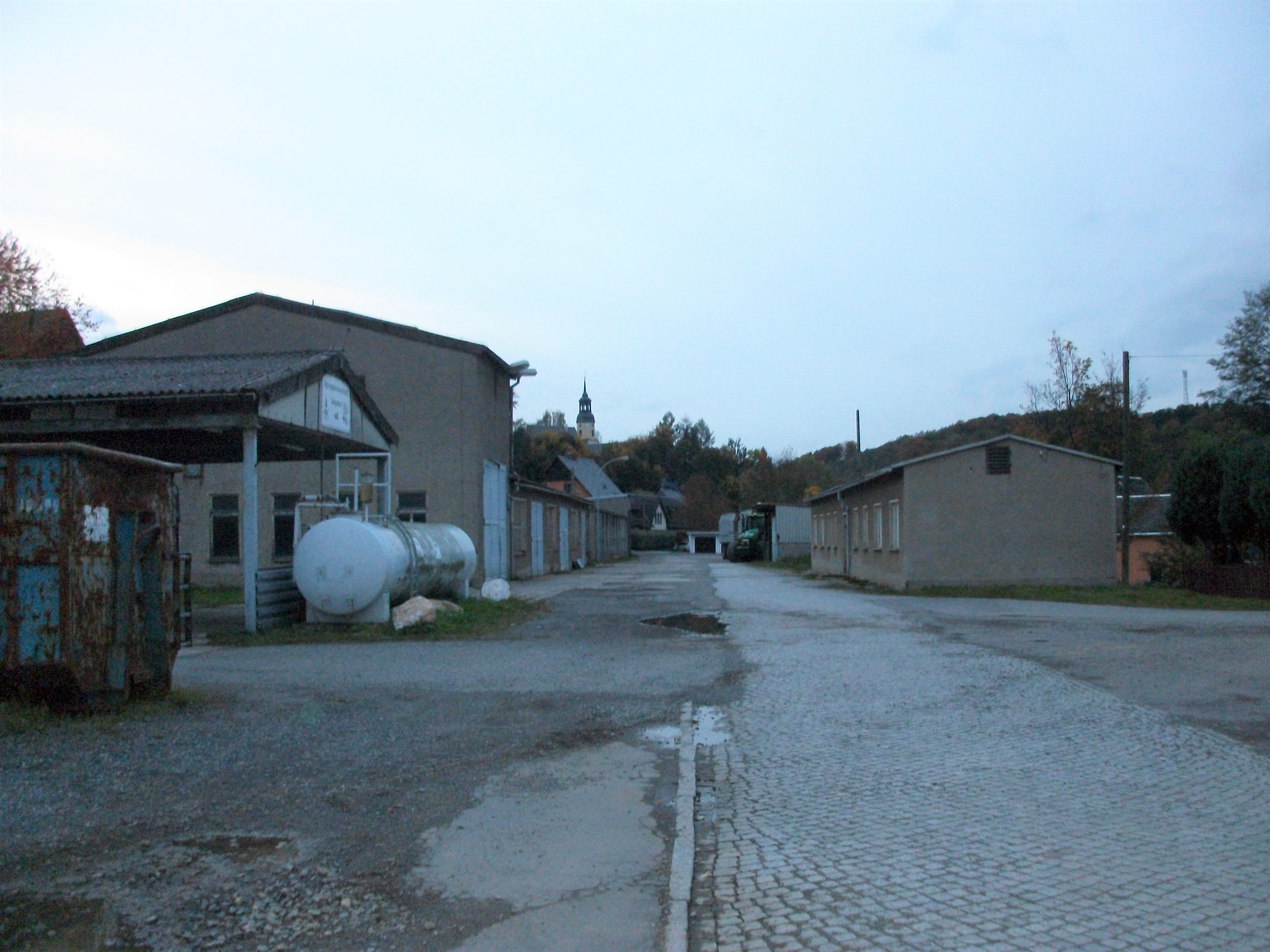
Haltestelle Dorfchemnitz (b Sayda), Ladestraße, Richtung Mulda (2017)
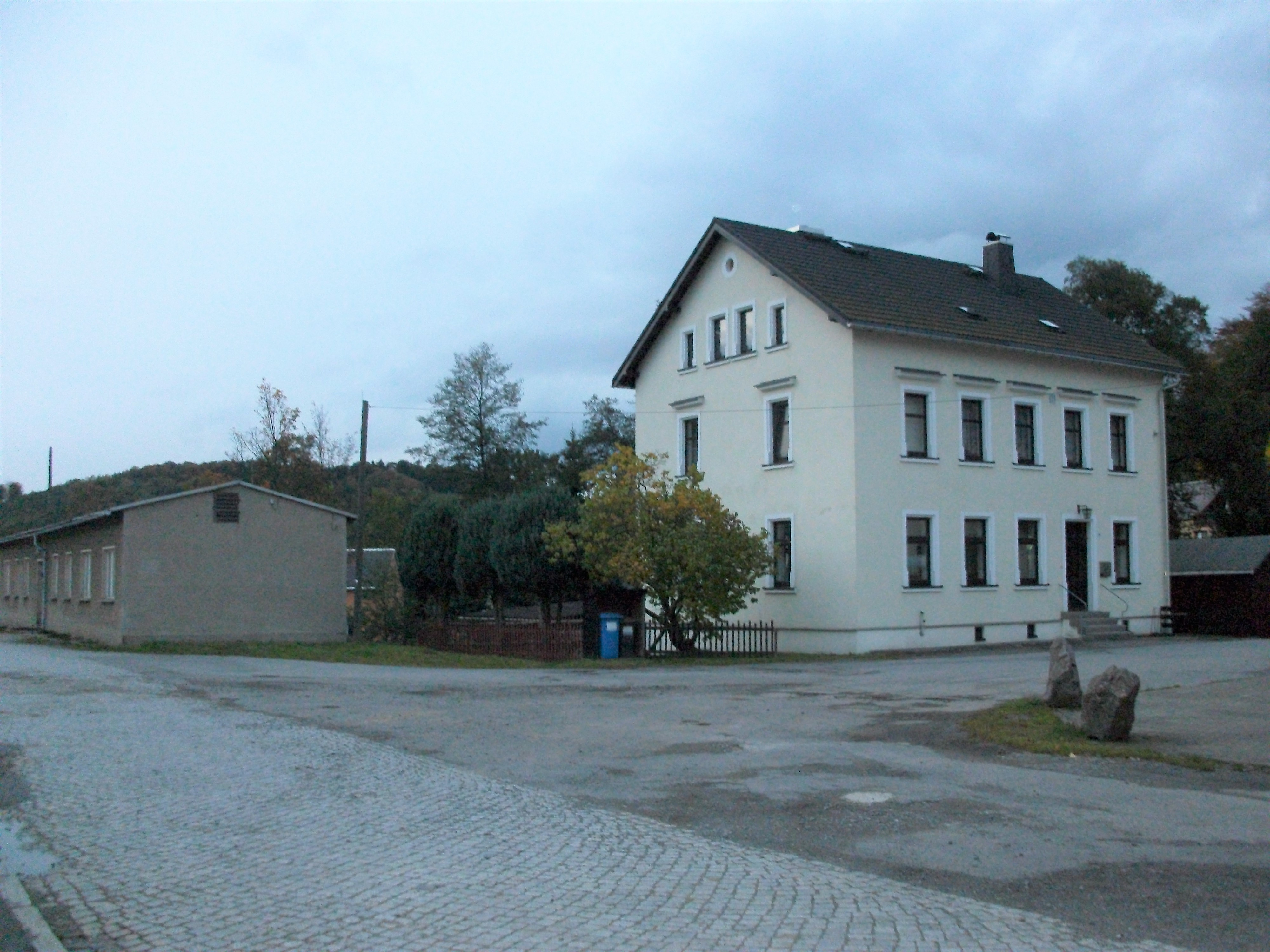
Haltestelle Dorfchemnitz (b Sayda), ehem. Bahnhofsrestaurant (2017)

Voigtsdorf (Sachs) ⊙

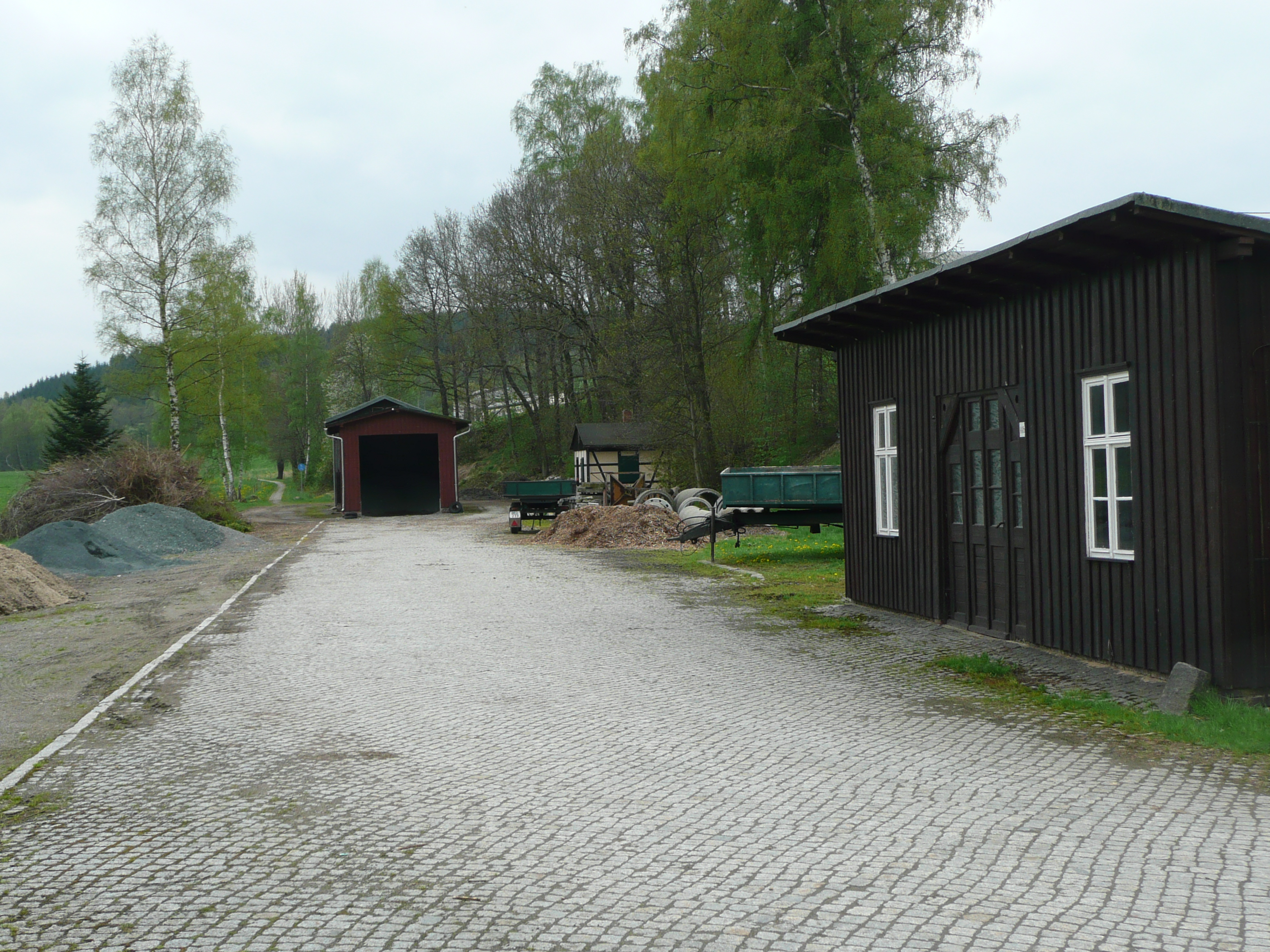
Haltestelle Voigtsdorf (Sachs) (2009)

Die Haltestelle war nach der streckenaufwärts liegenden kleinen Gemeinde Voigtsdorf benannt, obwohl die Station noch auf der Flur von Dorfchemnitz lag. Die Gleisanlagen bestanden aus dem durchgehenden Hauptgleis und einem beidseitig angebundenen Ladegleis. Vom Ladegleis zweigte ein kurzes Stumpfgleis ab, welches zu einem privaten Lagerschuppen führte. Weitere Gebäude waren eine Wartehalle und ein Freiabtritt. Alle Gebäude sind heute noch vorhanden.
Unterfriedebach ⊙

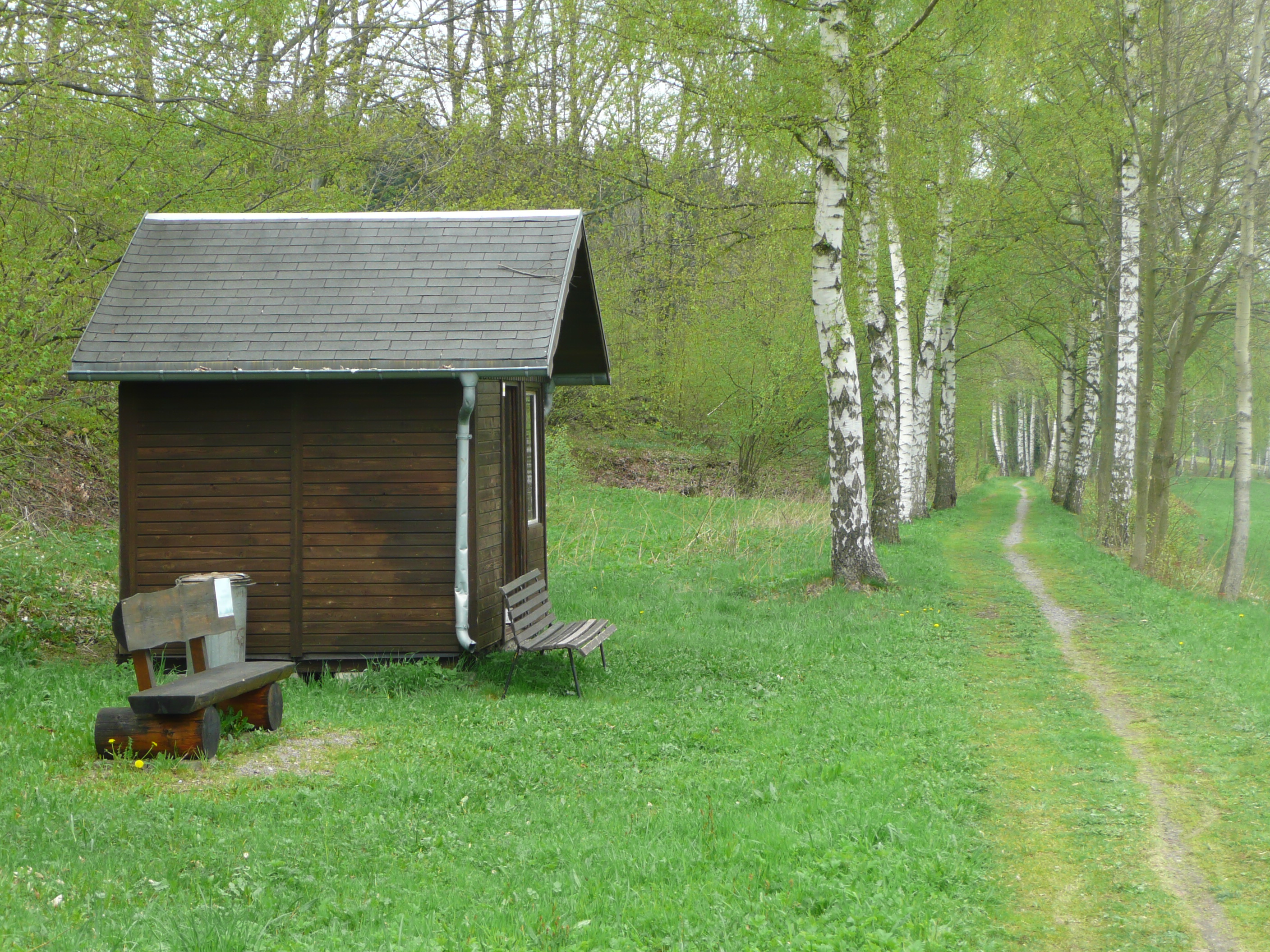
Haltepunkt Unterfriedebach

Der Haltepunkt Unterfriedebach wurde erst nachträglich eingerichtet, die stets unbesetzte Station wurde am 1. Mai 1899 eröffnet. Der Haltepunkt bei Streckenkilometer 11,53 war ähnlich wie der Haltepunkt Wolfsgrund ausgestattet. Er befindet sich aus Fahrtrichtung Mulda hinter dem heute noch existierenden Sägewerk und dem Bahnübergang Freiberger Straße.
Friedebach ⊙

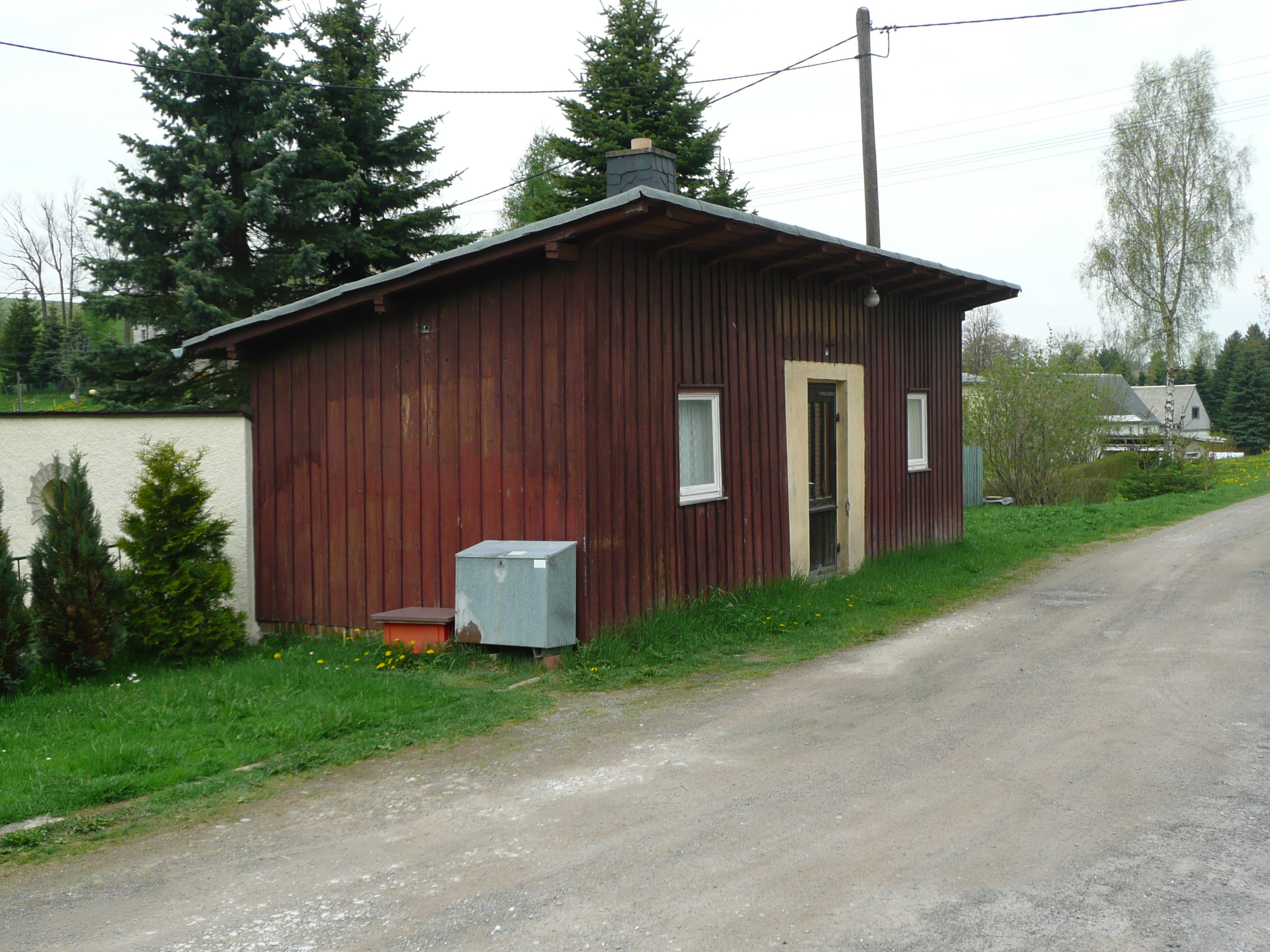
Haltestelle Friedebach (2009)

Die Haltestelle Friedebach ähnelte in ihrer Ausführung der von Dorfchemnitz. Neben dem durchgehenden Hauptgleis bestanden die Gleisanlagen aus einem beidseitig angebundenen Ladegleis, von dem zwei kurze Stumpfgleise abzweigten. An beiden Stumpfgleisen wurde später je ein Privatschuppen errichtet. Nach dem Abbau der Gleisanlagen wurde das Areal mit Garagen überbaut.
Sayda ⊙
Der Bahnhof Sayda bildete stets das betriebliche Zentrum der Schmalspurbahn. Neben einem Empfangsgebäude, einem Wirtschaftsgebäude und einem Güterschuppen wurde auch ein zweiständiges zweigleisiges Heizhaus errichtet. Nach der Betriebseinstellung wurden die Gebäude anderweitig genutzt, während das Heizhaus als Garage diente, wurde das Empfangsgebäude zum Kindergarten umgebaut.
Um die Jahrhundertwende entstand im Bahnhofsbereich ein Anschlussgleis ⊙ zu einem Privatlagerschuppen, welches bis in die 1930er Jahre bedient wurde. Anschließend wurde das Anschlussgleis von der Deutschen Reichsbahn übernommen. Der Privatschuppen wurde nach dem Zweiten Weltkrieg von der Bäuerlichen Handelsgenossenschaft genutzt.

Bahnhof Sayda (um 1900)
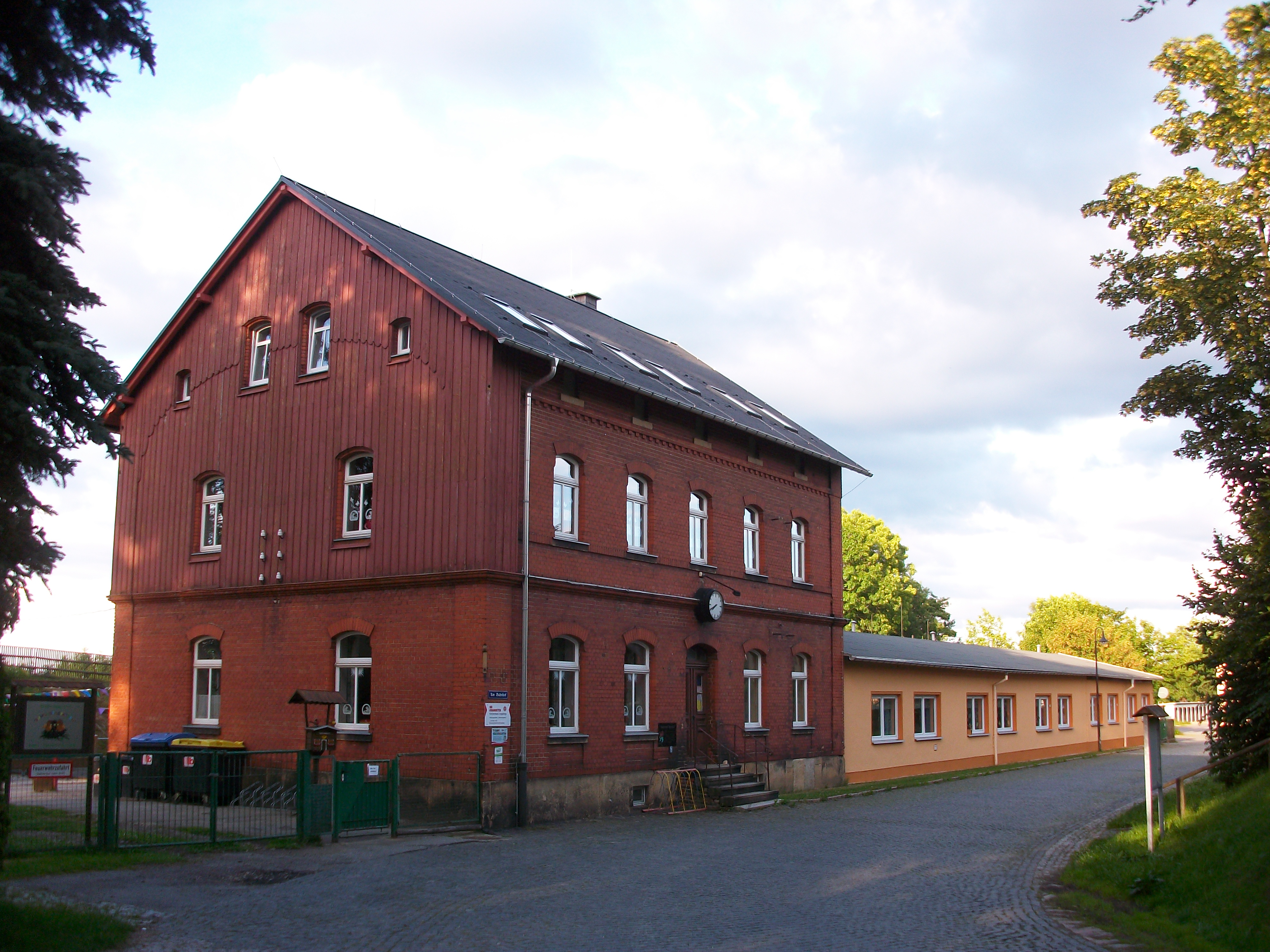
Bahnhof Sayda, Empfangsgebäude (2016)
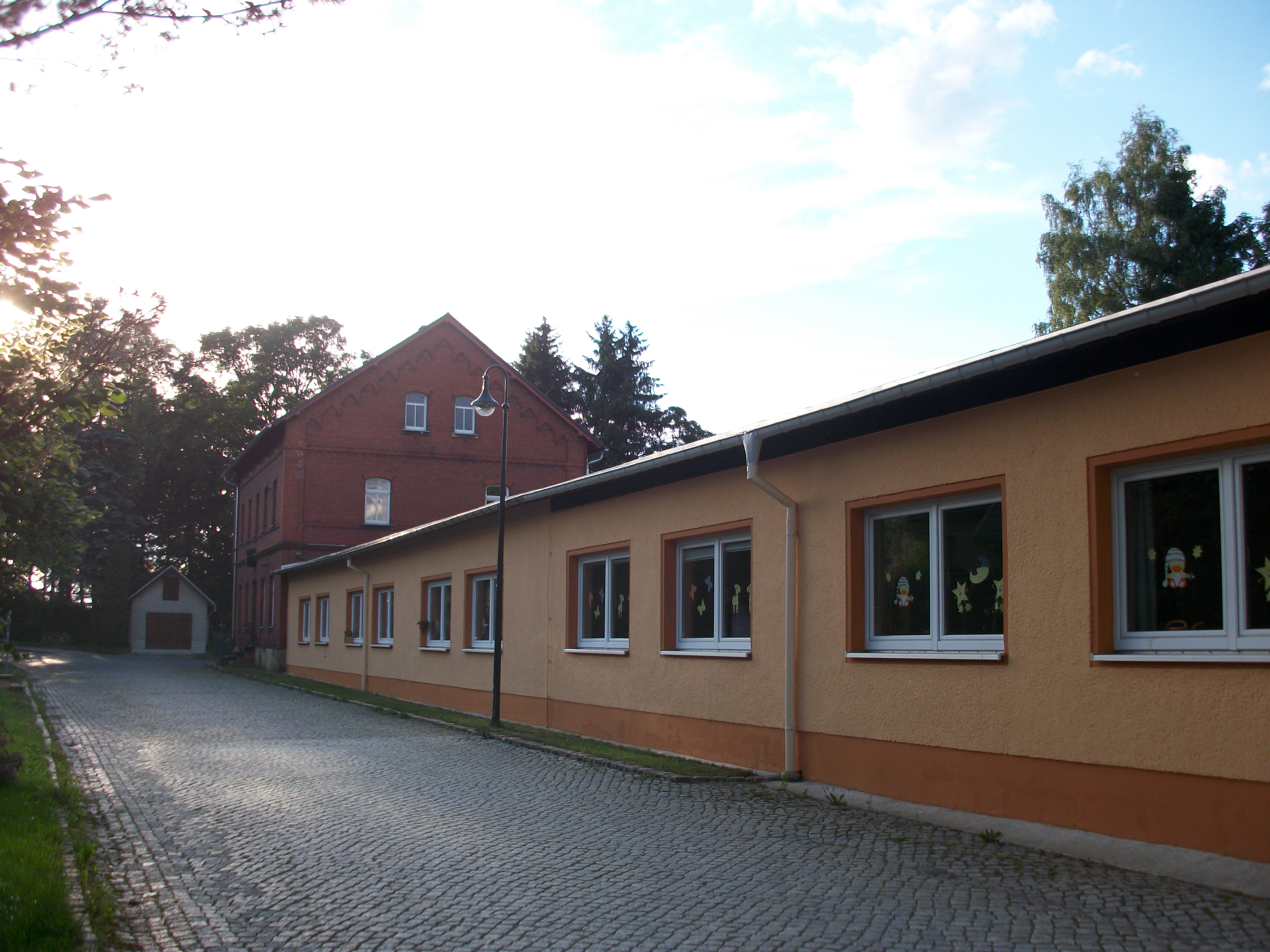
Bahnhof Sayda, Anbau (2016)
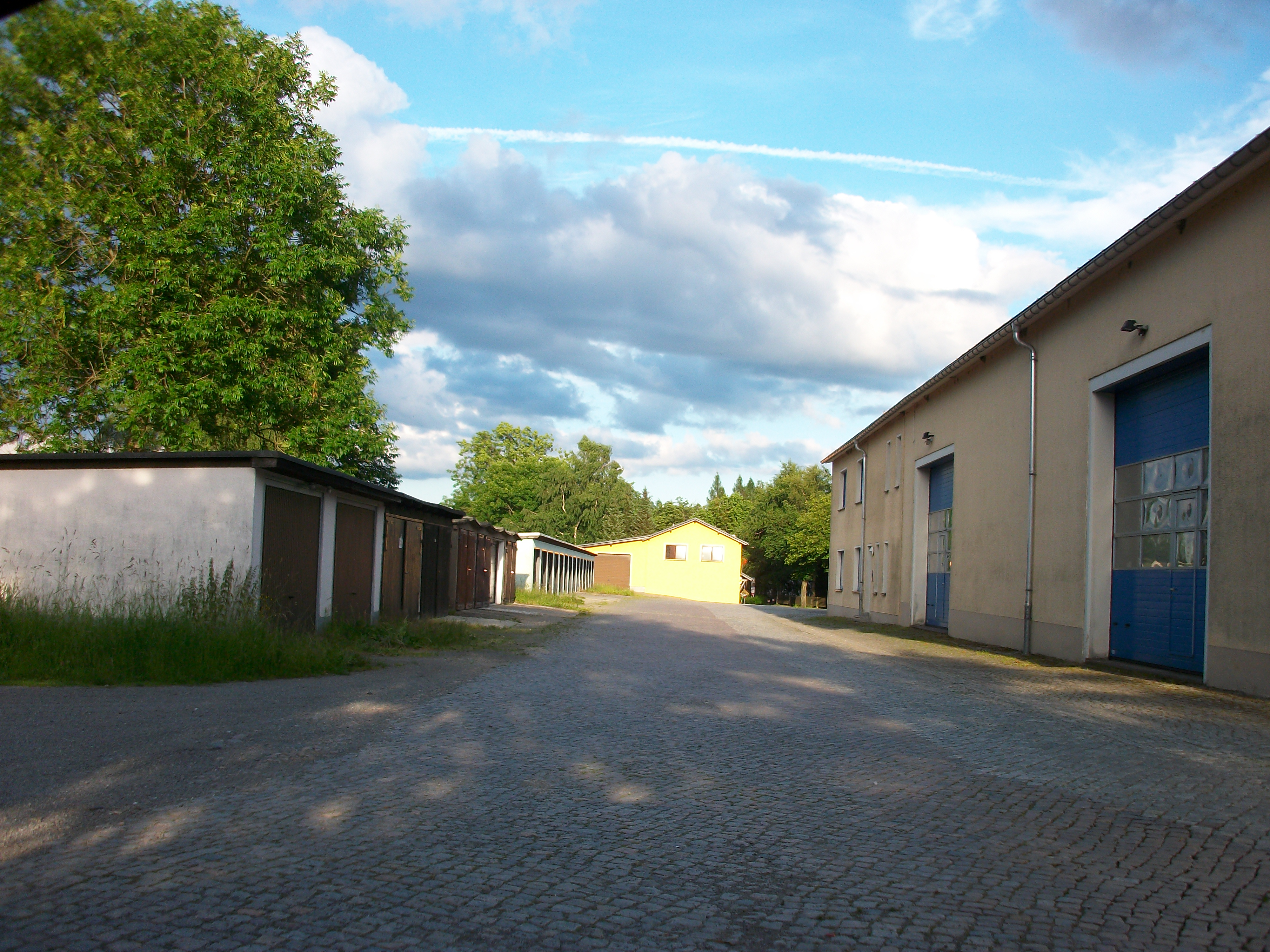
Bahnhof Sayda, Ausfahrt in Richtung Mulda (2016)
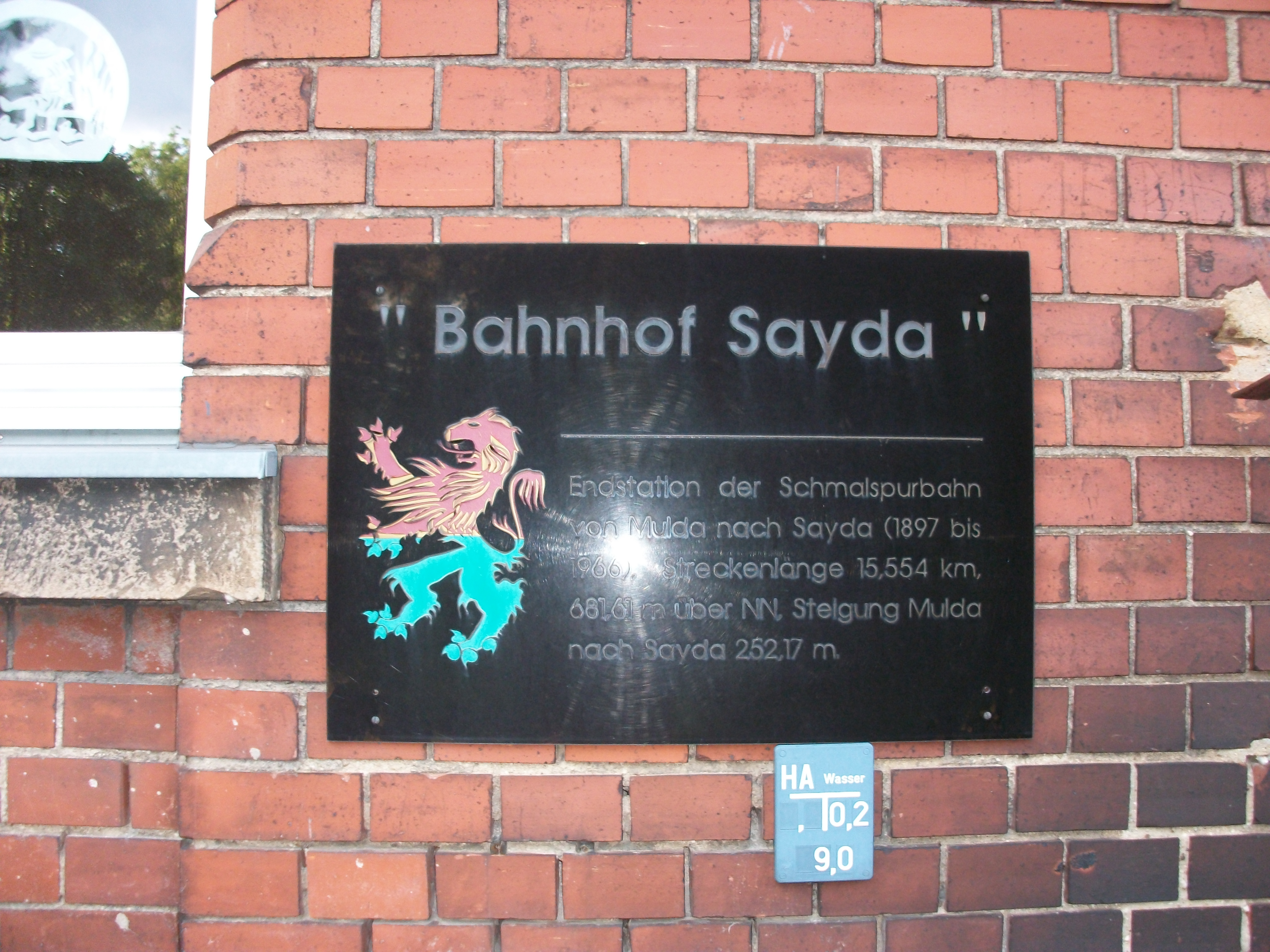
Bahnhof Sayda, Gedenktafel (2016)
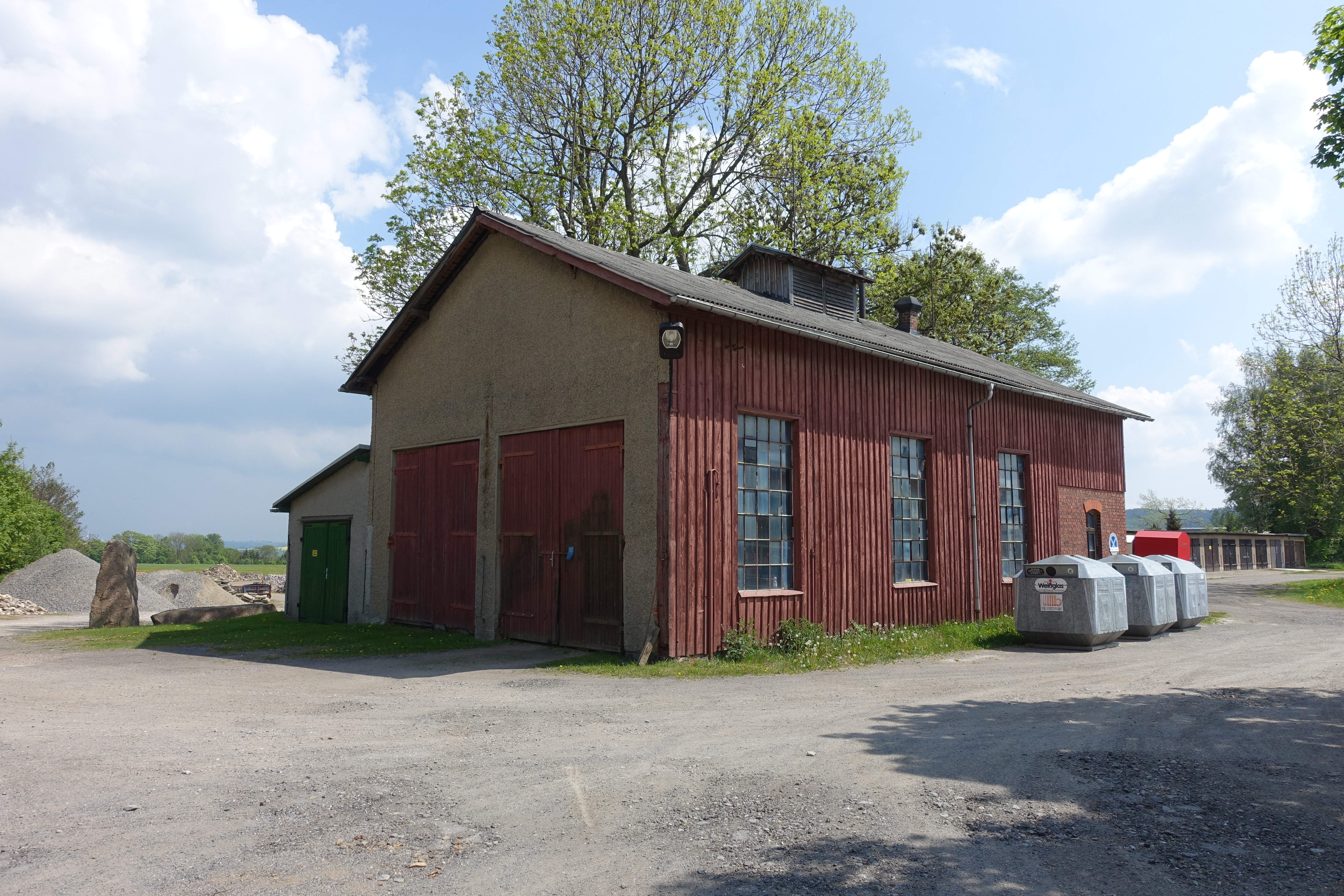
Lokschuppen Sayda

### Kunstbauten

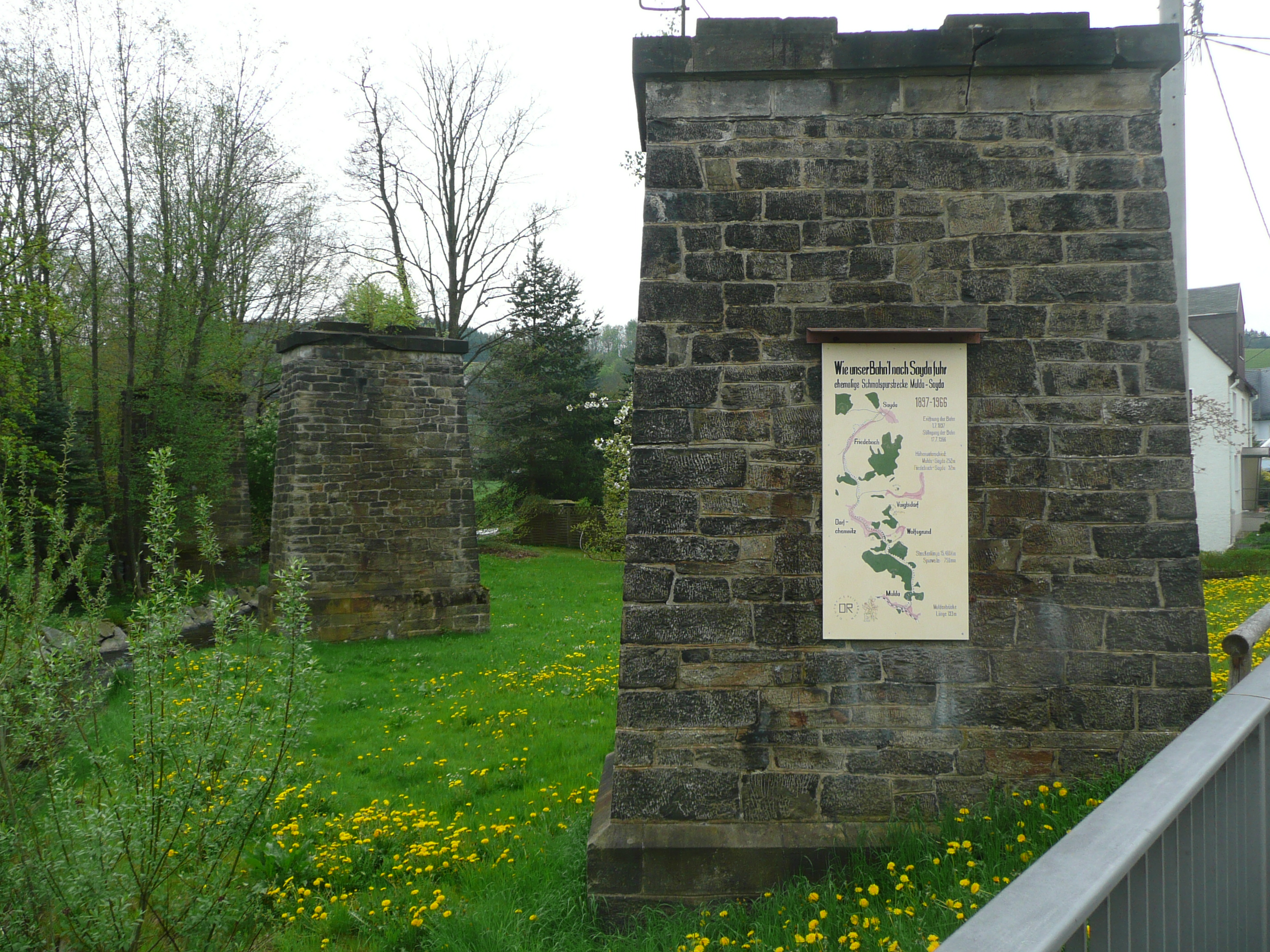
Die vier erhaltenen Pfeiler der ehemaligen Muldenbrücke in Mulda

Durch die Streckenführung im Chemnitzbachtal mussten neben dem Muldentalviadukt insgesamt 13 weitere Brücken errichtet werden, der Großteil dieser Bauwerke mit eisernen Brückenüberbauten überbrückte den Chemnitzbach. Hinzu kamen zahlreiche kleine Durchlässe, welche von der Aktiengesellschaft für Beton- und Monierbau aus Berlin mit Stampfbeton – dem damals modernsten Baustoff – errichtet wurden
Muldentalviadukt ⊙
Mit einer Länge von 183,5 m war die Talbrücke das mit Abstand größte Brückenbauwerk der Strecke. Das 71.300 Mark teure Bauwerk kreuzte neben der Freiberger Mulde noch zweimal den Chemnitzbach und drei Straßen. Die eisernen Überbauten – ausgeführt als fortlaufender Blechträger – mit einem Gewicht von 154 Tonnen ruhten auf zehn Steinpfeilern und den beiden Widerlagern. Als Sturzsicherung war beidseitig eine Aufgleisvorrichtung angebracht.
Ein Ende der 1910er Jahre geplanter Windschutzzaun wurde nicht angebracht. Nach der Stilllegung wurden 1975 die Blechträger verschrottet, in den 1980er Jahren riss man zudem einige Pfeiler nieder.

## Betrieb
Personenverkehr
In den ersten Betriebsjahren beförderte die Bahn jährlich etwa 55.000 Personen, die die vier täglichen Züge pro Richtung nutzten. Noch vor dem Ersten Weltkrieg entwickelte sich ein Ausflugsverkehr an Wochenenden und Feiertagen, mit Beginn des Ersten Weltkriegs sanken allerdings die Reisendenzahlen, auch wurde das Angebot auf drei Zugpaare reduziert. Erst Mitte der 1920er Jahre wurde die Schmalspurbahn wieder vermehrt von Reisenden genutzt, da ein nennenswerter Berufsverkehr in Richtung Freiberg und Muldenhütten aufkam.
Nach dem Zweiten Weltkrieg wurde wieder ein viertes Zugpaar eingeführt, da der Berufsverkehr weiter stieg. Verkehrten bislang fast nur gemischte Züge, erfolgte nun eine teilweise Trennung von Personen- und Güterverkehr, sodass neben den Güterzügen mit Personenbeförderung nun auch vermehrt reine Personenzüge fuhren. Da im Gegensatz zu anderen Schmalspurbahnen keine parallel verlaufende Buslinie eingerichtet wurde, blieben die Beförderungsleistungen in den 1950er und 60ern konstant. Zwar nutzten kaum noch Einwohner der abseits der Bahnstrecke gelegenen Ortschaften die Schmalspurbahn, die Abwanderung wurde aber durch einen verstärkten Schülerverkehr und gewachsenen Wochenendverkehr – insbesondere im Wintersportverkehr sowie durch Urlauber nach Sayda – ausgeglichen.
Bahnpostverkehr
Zugleich mit der Streckeneröffnung wurde auch der Postverkehr von der Schmalspurbahn übernommen. Dafür kamen als sogenannte A-Bahnpost ein eigener Bahnpostwagen zum Einsatz. 1923 wurde die A-Bahnpost eingestellt, danach wurden noch einzelne Postsachen ohne Umarbeitung befördert. Um 1945 wurde die A-Bahnpost auf der Strecke wieder aufgenommen. Umarbeitungen wurden mindestens bis 1962 durchgeführt, somit war die Schmalspurbahn Mulda–Sayda die letzte sächsische Schmalspurbahn mit A-Bahnpost. Bis 1966 wurden dann wie nach 1923 nur noch Postsendungen ohne Umarbeitung in den Zügen mitgeführt.
Güterverkehr
Bis zum Zweiten Weltkrieg wurden immer rund 20.000 t Güter jährlich transportiert, danach stiegen die Verkehrsleistungen auf über 30.000 t pro Jahr. Um die gestiegenen Mengen befördern zu können, wurde die bislang übliche nächtliche Betriebsruhe teilweise aufgehoben.
Mit der Schmalspurbahn wurden hauptsächliche Dünger und Baustoffe herangebracht, abtransportiert wurden vor allem landwirtschaftliche Produkte. Ebenfalls ein wichtiges Transportgut waren Brennstoffe, die circa 1/4 der transportierten Gütermenge ausmachten. Zunächst handelte es sich dabei meist um böhmische Braunkohlen bzw. Braunkohlenbriketts, die über Moldau günstig eingeführt werden konnten. Nach dem Ende des Zweiten Weltkriegs und der damit verbundenen Unterbrechung der Bahnstrecke Nossen–Moldau auf böhmischer Seite wurden einheimische Brennstoffe transportiert. Die Anlieferung von Holz war eher unbedeutend, allerdings nahmen die daraus gefertigten Produkte – vor allem Sitzmöbel – im Versand einen größeren Posten ein.
Insgesamt blieb der Gütertransport hinter den Erwartungen zurück, zumal eine nennenswerte Ansiedlung von Industrie entlang der Bahn nicht gelang.

## Fahrzeugeinsatz
Die Fahrzeuge entsprachen den allgemeinen Grundsätzen der für die Sächsischen Schmalspurbahnen beschafften Fahrzeuge. Obwohl die Fahrzeuge bei sächsischen Schmalspurbahnen je nach Bedarf recht freizügig untereinander getauscht werden konnten, fanden bei der Schmalspurbahn Mulda–Sayda kaum Umstationierungen statt.
Alle Fahrzeuge besaßen zunächst die Heberleinbremse, die Körting-Saugluftbremse wurde in den 1930er Jahren eingeführt. Ebenfalls in den 1930er Jahren erfolgte die Umstellung von der Mittelpufferkupplung auf die Scharfenbergkupplung. Nach der Stilllegung wurden die Lokomotiven und Wagen auf andere Strecken umgesetzt oder verschrottet. Ein Teil der mit Scharfenbergkupplung und Saugluftbremse ausgerüsteten Wagen gelangte zur Schmalspurbahn Grünstädtel–Oberrittersgrün (Pöhlatalbahn), um dort die Heberleinbremse abzulösen.

### Lokomotiven
Obwohl noch während des Baus der Strecke zwei Lokomotiven der Gattung I K für den Zugverkehr eingeplant waren, wurden die zwei veranschlagten I K-Maschinen gegen zwei der Gattung IV K ausgetauscht. Dennoch waren aus Kostengründen bei der Streckeneröffnung jeweils eine I K und eine IV K vorhanden.
Die I K wurde allerdings nur als Reserve- und Aushilfslokomotive eingesetzt, der Zugverkehr vor allem von der IV K-Lokomotive bewältigt. Um 1900 und Anfang der 1920er Jahre war kurzzeitig die Gattung III K auf der Strecke stationiert. Ebenfalls nur kurze Zeit waren die zwei aus zwei I K gebildeten Doppellokomotiven Nr. 61 A/B und Nr. 62 A/B auf der Strecke im Einsatz.
Nach Abgabe der letzten mittlerweile in die Baureihe 99.750–752 umgezeichneten I K übernahm die Baureihe 99.51-60 (die umgezeichneten IV K) ab 1925 bis zur Streckeneinstellung allein den Zugverkehr, denn der zunächst geplante Einsatz der Baureihe 99.61 scheiterte am zu schwachen Oberbau. Auch der in den 1950er Jahren angedachte Einsatz der Baureihe 99.73–76 unterblieb.
Die Lokomotiven waren im Lokbahnhof Sayda stationiert, bis zur Stilllegung eine Einsatzstelle des Bahnbetriebswerkes Freiberg.

### Wagen
Die Mehrzahl der bei der Streckenöffnung vorhandenen Fahrzeuge waren noch Zweiachser, es waren aber auch schon moderne vierachsige Wagen vorhanden. Mindestens bis in die 1930er Jahre waren noch Zweiachser als Reserve vorhanden, im normalen Betrieb kamen diese Fahrzeuge aber nicht mehr zum Einsatz.
Der Güterverkehr wurde mit Schmalspurgüterwagen abgewickelt, ein Rollfahrzeugverkehr fand nicht statt.